# تنظيم الدعوة الإسلامية في أفغانستان
تنظيم الدعوة الإسلامية في أفغانستان (بالبشتوية: د اسلامي دعوت تنظيم افغانستان، بالفارسية: تنظیم دعوت اسلامی افغانستان) هو حزب سياسي في أفغانستان يقوده عبد الرسول سياف. تأسس في أوائل الثمانينيات باسم الاتحاد الإسلامي لتحرير أفغانستان (بالفارسية: اتحاد اسلامی برای آزادی افغانستان)، وكان في الأصل محاولة لإحداث الوحدة بين قوات المعارضة الإسلاموية في أفغانستان. ومع ذلك، فإن إنشاء المنظمة المظلة الجديدة أدى إلى انقسام فعليًا وأصبحت المنظمة حزبًا سياسيًا خاصًا بها. كانت المنظمة جزءًا من "سبعة بيشاور"، تحالف لقوات المجاهدين المدعومة من الولايات المتحدة وباكستان ودول عربية مختلفة في الخليج العربي في الحرب ضد حكومة الحزب الديمقراطي الشعبي وقوات السوفيت والعراق البعثي. تمكنت المنظمة من جذب عدد كبير من الجيش من خلال المساعدة المالية التي تلقتها من المصادر السعودية. قاتل المتطوعون العرب في قوات الميليشيات في المنظمة. 